# Andrzej Kokoszka
Andrzej Kokoszka (ur. 1958) – polski koszykarz występujący na pozycji obrońcy.
Pracuje jako nauczyciel wychowania fizycznego.

## Osiągnięcia
Klubowe
- Mistrz Polski (1985, 1986)
- Brązowy medalista mistrzostw Polski (1981, 1984)
- Zdobywca pucharu Polski (1983)
- Finalista pucharu Polski (1984)
- Awans do najwyższej klasy rozgrywkowej (1979)

Reprezentacja
- Uczestnik mistrzostw Europy U-16 (1975 – 14. miejsce)[2]